# Woodstock (Maine)
Woodstock ist eine Town im Oxford County des Bundesstaates Maine in den Vereinigten Staaten. Im Jahr 2020 lebten dort 1352 Einwohner in 966 Haushalten auf einer Fläche von 121,42 km².

## Geographie
Nach dem United States Census Bureau hat Woodstock eine Gesamtfläche von 121,42 km², von der 118,36 km² Land sind und 3,06 km² aus Gewässern bestehen.

### Geographische Lage
Woodstock liegt im Südosten des Oxford Countys. Der Meadow Brook durchfließt das Gebiet der Town in südlicher Richtung. Im Nordwesten liegen der North Pond und der Bryant Pond, im Nordosten mehrere kleinere Seen, von denen der größte der Curtis Hill ist. Die Oberfläche des Gebietes ist leicht hügelig, die höchste Erhebung ist der 443 m hohe The Pinnacle.

### Nachbargemeinden
Alle Entfernungen sind als Luftlinien zwischen den offiziellen Koordinaten der Orte aus der Volkszählung 2010 angegeben.
- Norden: Milton, Unorganized Territory, 7,3 km
- Osten: Sumner, 8,8 km
- Süden: West Paris, 9,5 km
- Westen: Greenwood, 10,9 km

### Stadtgliederung
In Woodstock gibt es mehrere Siedlungsgebiete: Bryant Pond, North Woodstock, Sigotch, Skunk's Misery, South Woodstock und Stephen's Mills.

### Klima
Die mittlere Durchschnittstemperatur in Woodstock liegt zwischen −8,3 °C (17 °F) im Januar und 20,0 °C (68 °F) im Juli. Damit ist der Ort gegenüber dem langjährigen Mittel Maines um etwa 2 Grad kühler. Die Schneefälle zwischen Oktober und Mai liegen mit deutlich mehr als zwei Metern (bei einem Spitzenwert im Januar von knapp 50 cm) ungefähr doppelt so hoch wie die mittlere Schneehöhe in den USA. Die tägliche Sonnenscheindauer liegt am unteren Rand des Wertespektrums der USA.

## Geschichte
Die Land-grants für das Gebiet, welches heute als Town Woodstock organisiert ist, gingen aus zwei Grants hervor. Einer von Massachusetts am 14. Juni 1800 an die Dummer Academy und der andere vom 7. Februar 1807 an die Gorham Academy. Woodstock wurde am 7. Februar 1815 als Town organisiert. Das Gebiet des Hamlin Grant, ein Gore, welches an Cyrus Hamlin im Jahr 1816 gegeben wurde, wurde Woodstock im Jahr 1872 hinzugefügt. Die Besiedlung startete im Jahr 1798 durch Christopher und Solomon Bryant, zwei Brüder aus Paris. Kurze Zeit später wurden weitere Gebiete besiedelt.
An Paris wurde 1825 und 1827 Land abgegeben, teilweise im Jahr 1841 bzw. 1880 zurückgenommen. Ein Teil der Milton Plantation wurde 1853 hinzugenommen und ein Teil von Greenwood im Jahr 1893.

### Einwohnerentwicklung
| Volkszählungsergebnisse – Town of Woodstock, Maine | Volkszählungsergebnisse – Town of Woodstock, Maine | Volkszählungsergebnisse – Town of Woodstock, Maine | Volkszählungsergebnisse – Town of Woodstock, Maine | Volkszählungsergebnisse – Town of Woodstock, Maine | Volkszählungsergebnisse – Town of Woodstock, Maine | Volkszählungsergebnisse – Town of Woodstock, Maine | Volkszählungsergebnisse – Town of Woodstock, Maine | Volkszählungsergebnisse – Town of Woodstock, Maine | Volkszählungsergebnisse – Town of Woodstock, Maine | Volkszählungsergebnisse – Town of Woodstock, Maine |
| Jahr                                               | 1800                                               | 1810                                               | 1820                                               | 1830                                               | 1840                                               | 1850                                               | 1860                                               | 1870                                               | 1880                                               | 1890                                               |
| -------------------------------------------------- | -------------------------------------------------- | -------------------------------------------------- | -------------------------------------------------- | -------------------------------------------------- | -------------------------------------------------- | -------------------------------------------------- | -------------------------------------------------- | -------------------------------------------------- | -------------------------------------------------- | -------------------------------------------------- |
| Einwohner                                          |                                                    |                                                    | 392                                                | 573                                                | 819                                                | 1012                                               | 1025                                               | 994                                                | 952                                                | 859                                                |
| Jahr                                               | 1900                                               | 1910                                               | 1920                                               | 1930                                               | 1940                                               | 1950                                               | 1960                                               | 1970                                               | 1980                                               | 1990                                               |
| Einwohner                                          | 816                                                | 808                                                | 765                                                | 848                                                | 913                                                | 971                                                | 930                                                | 1005                                               | 1087                                               | 1194                                               |
| Jahr                                               | 2000                                               | 2010                                               | 2020                                               | 2030                                               | 2040                                               | 2050                                               | 2060                                               | 2070                                               | 2080                                               | 2090                                               |
| Einwohner                                          | 1307                                               | 1277                                               | 1352                                               |                                                    |                                                    |                                                    |                                                    |                                                    |                                                    |                                                    |

## Wirtschaft und Infrastruktur

### Verkehr
Die Maine State Route 26 verläuft in nordsüdlicher Richtung durch die Town. Von ihr zweigt die Maine State Route 232 ab.

### Öffentliche Einrichtungen
Krankenhäuser und medizinische Einrichtungen für die Bevölkerung von Woodstock befinden sich in South Paris, Norway, Canton, Dixfield und Rumford.
Die Whitman Memorial Library befindet sich in der South Main Street in Bryant Pond, Woodstock.

### Bildung
Woodstock gehört zusammen mit Andover, Bethel, Greenwood, Gilead, Hanover und Newry zum Maine School Administrative District 44. Es gibt zwei Grundschulen, die Crescent Park Elementary School und die Woodstock Elementary School, zudem die Telstar Middle School und die Telstar High School.
Die Baily Memorial Library befindet sich im Clarendon Grange Community Center.

## Persönlichkeiten

### Söhne und Töchter der Stadt
- Sidney Perham (1819–1907), Politiker und Gouverneur des Bundesstaates Maine
- Hezekiah Williams (1798–1856), Politiker